# Vite in sospeso
Vite in sospeso è un film italiano del 1998 diretto da Marco Turco. Il regista ha scritto la sceneggiatura insieme a Doriana Leondeff ed al futuro regista Andrea Porporati, traendo spunto dal precedente documentario Vite sospese del 1996, in cui venivano intervistati alcuni reduci italiani della lotta armata in esilio a Parigi.

## Trama
Parigi, fine anni '80: il giovane Jacopo arriva con il padre in città per festeggiare il matrimonio di Dario, suo fratellastro, stabilitosi nella capitale da diversi anni per via dei suoi poco chiari trascorsi da terrorista. Jacopo decide di fermarsi in città per qualche giorno, il tempo di riallacciare i rapporti col fratello che non vede da 10 anni e di capire qualcosa di più sul suo passato e su quello dei suoi amici italiani, tutti attivi nella lotta armata negli anni '70 e in rifugio a Parigi. Jacopo realizza una serie di interviste a molti di loro, i quali, pur scettici, decidono di rivelargli i motivi che li hanno costretti all'esilio forzato in Francia. Ben presto però, lo scetticismo iniziale lascia spazio alla paura di essere scoperti e al terrore di essere arrestati e persino Dario inizia a nutrire dubbi sul vero motivo della visita di suo fratello, arrivando a crederlo un poliziotto infiltrato. L'arresto improvviso di Ivano, uno di loro, porterà gli ex terroristi (Dario compreso) a tenere maggiormente le distanze dal povero Jacopo, generando un equivoco che però verrà fortunatamente risolto.

## Riprese
Il film è stato girato interamente a Parigi.

## Critica
- Il film (...) si focalizza sui sentimenti e sulle psicologie, grazie agli attori bravi e ad un'ambientazione attendibile. Commento del dizionario Morandini, che assegna al film tre stelle su cinque di giudizio.[1]